# Perturbacja
Perturbacja – zakłócenie zgodnego z prawami Keplera ruchu ciał niebieskich, spowodowane głównie obecnością innych ciał, ale także oporem ośrodka oraz spłaszczeniem ciała centralnego.
Mechanika nieba wprowadza do równania ruchu masy poruszającej się w potencjale grawitacyjnym dodatkowy wyraz zawierający pochodną funkcji perturbacyjnej. Funkcja ta uwzględnia oddziaływania grawitacyjne od trzeciej masy.

## Źródła perturbacji sztucznych satelitów Ziemi
Niecentryczność pola grawitacyjnego:
- niekulistość i niejednorodność mas Ziemi (potrzebne do wyznaczenia pola grawitacyjnego Ziemi): spłaszczenie Ziemi, asymetria mas Ziemi względem równika, eliptyczność równika, lokalne odchylenia od kształtu regularnego, anomalie siły ciężkości, pływy obszarów lądowych,
- wpływy grawitacyjne innych ciał niebieskich (głównie Księżyca i Słońca),
- siły elektromagnetyczne,

Czynniki charakteru niegrawitacyjnego (niepotencjalne):
- opór atmosfery,
- ciśnienie światła słonecznego (charakter nieciągły – tylko, gdy satelita jest oświetlony przez Słońce),
- inne czynniki: efekt Poyntinga-Robertsona – pochłanianie i emitowanie promieniowania przez ciało poruszające się względem pochłanianego promieniowania Ziemi, pył kosmiczny, wyjaśniane przez efekty relatywistyczne.

## Rodzaje perturbacji sztucznych satelitów Ziemi
Perturbacje wiekowe są proporcjonalne do czasu t (pierwszego rzędu lub tn wyższych rzędów).
Perturbacje okresowe:
- krótkookresowe, okres równy okresowi obiegu satelity wokół Ziemi, funkcje anomalii prawdziwej, średniej, mimośrodowej, lub okresu obiegu satelity itp.; pojawiające się za każdym obrotem satelity (taki sam); we wzorze mogą pojawić się wartości od 0° do 360°.
- dobowe, okres równy jednej dobie gwiazdowej, funkcje czasu gwiazdowego, kąta godzinnego itp.; pojawiają się co doba; we wzorze muszą wystąpić współczynnik i wyraz zmieniający się co dobę (kąt godzinny, czas gwiazdowy).
- długookresowe (25-30 dni i więcej), okres równy okresowi obiegu punktu perigeum (wokół orbity, zob. ruch peryhelium), funkcje argumentu perygeum; okres, w którym argument perygeum zmieni się o 360°.